# 스페이스X 드래곤 2

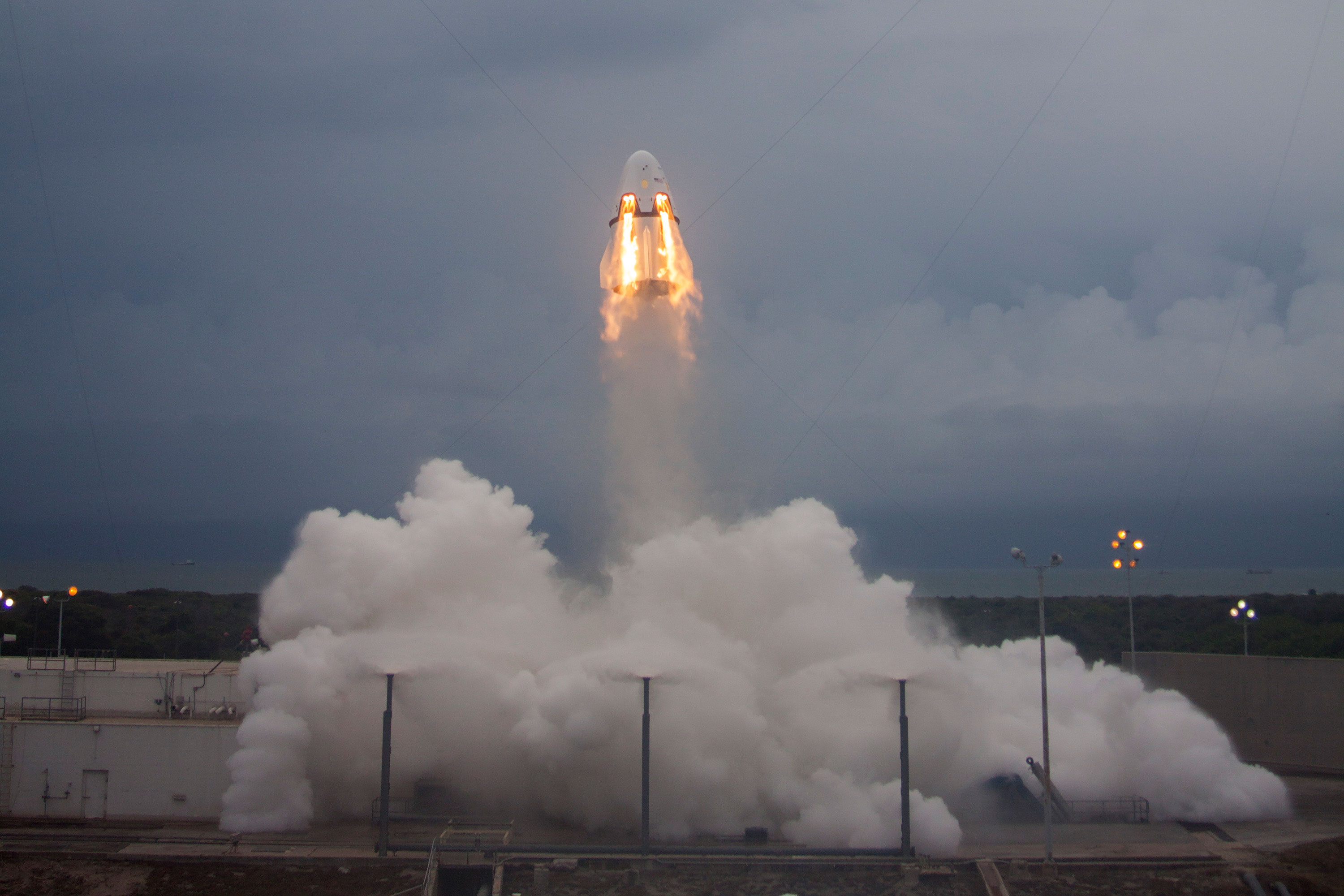
발사장에서의 긴급탈출 시험

드래곤 2(Dragon 2)는 미국 스페이스X가 개발한 최대 7인승 유/무인우주선이다. 드래곤 1호의 개량형이다. 7명까지의 우주인을 태울 수 있는 크루 드래곤(Crew Dragon)과 무인 화물 우주선인 카고 드래곤(Cargo Dragon)의 두 가지 형태가 있다.

## 역사
2014년 5월 29일 캘리포니아주 스페이스X 본사의 언론 행사에서 최초로 공개되었다. 2010년부터 사용된 CRS 드래곤 우주선과는 외형적인 차이가 있다. 유인 우주선이므로 사고 위험성을 낮추기 위함이다. 2015년 5월 5일, 케이프 캐너버럴 공군기지 제41우주발사구역에서 진행된 수퍼드라코 엔진을 사용한 긴급탈출 테스트에 성공했다.
크루 드래곤의 무게는 13톤으로, 22톤의 지구 저궤도 발사능력을 가진 팰컨 9으로 발사된다.
2019년 3월 2일, SpX-DM1(무인) 미션이 성공하여 차후 발사예정인 SpX-DM2(유인, 2인 탑승) 미션에 청신호가 켜지게 되었다. 원래는 2018년에 발사되려 하였으나 계획이 지연되어 한 해 늦게 발사되었다. 데이터 축적을 위해 마네킹 리플리를 탑승시켰다. 국제우주정거장에 도킹한 후에, 8일 귀환했다.
드래곤 2호는 2019년 3월 상업 유인 우주선 개발 프로젝트(COTS)의 일환으로 4인 탑승 우주선의 발사와 ,국제 우주 정거장 상업 재공급 서비스 계약을 통해 총 6번 ISS로 화물을 위탁 운송 할 수 있는 자격을 NASA로부터 수여받았다. 2020년 5월 30일, SpX-DM2(COTS-DM2, C206엔데버)의 발사에 성공했고, 19시간후 ISS(국제우주정거장)에 도킹하였다.
8월 1일, C206엔데버는 국제 우주 정거장에서 분리하여 약 18시간 이후 성공적으로 폴로리다 연안에 착륙하였다.
2020년 11월 16일 크루-1(C207리실리언스)의 발사가 예정되어있다.

### 크루 데모 2 발사

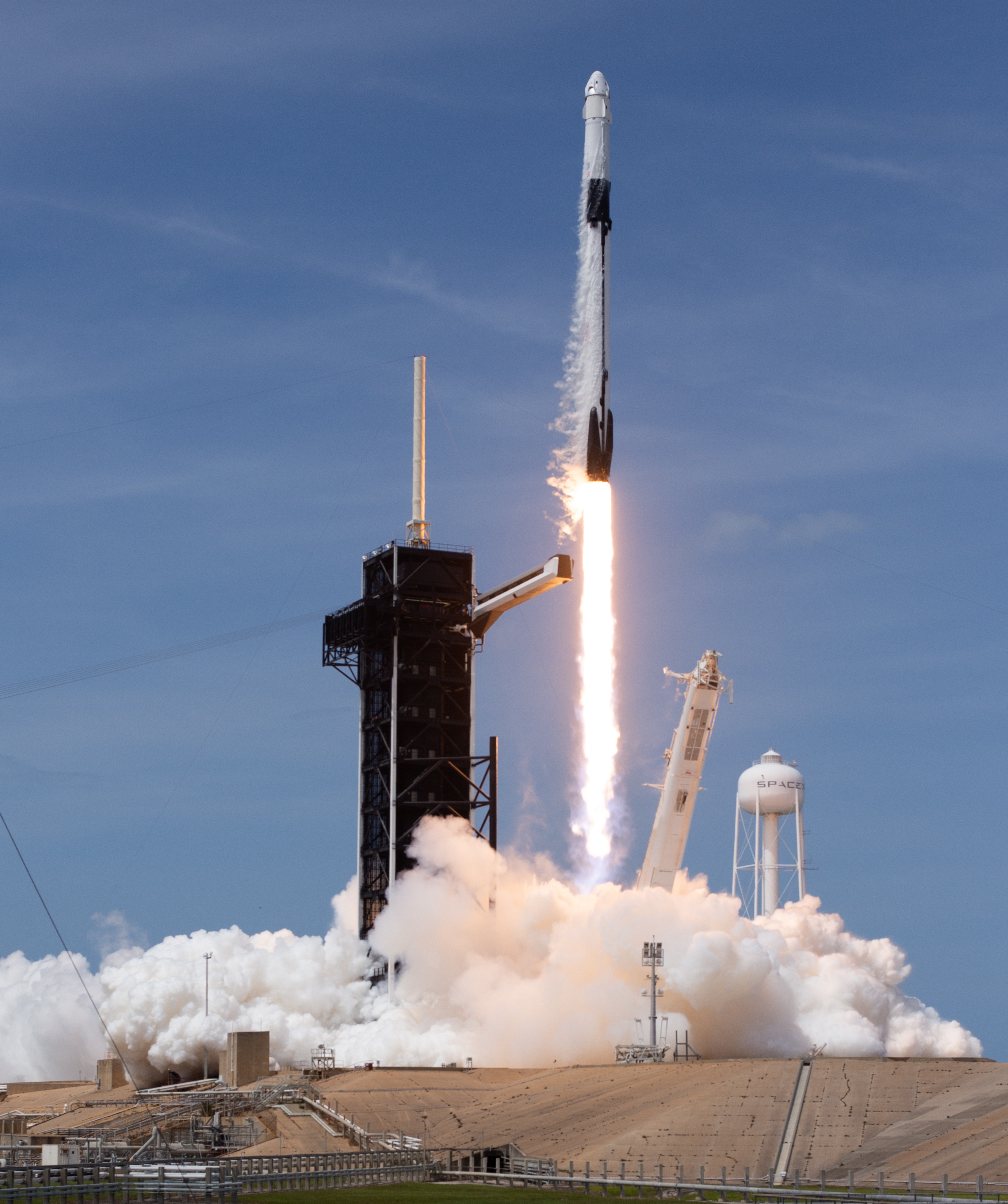

2020년 5월 30일(현지시간), 오후 3시22분(한국시간 31일 오전 4시22분) 플로리다주 케이프 커내버럴 소재 케네디 우주센터에서 스페이스X의 첫 유인우주선 '크루드래곤'이 발사됐다. 9년만에 미국의 유인우주선 발사다. 팰컨9 로켓에 실어 국제우주정거장을 향해 쏘아 올렸다. 우주선에는 미국항공우주국(나사)의 우주비행사 더그 헐리(53)와 밥 벤켄(49)이 탑승했다. 나사는 스페이스X에 사망사고 확률을 우주왕복선의 90분의1보다 훨씬 강화된 270분의1로 낮춰줄 것을 요구했다. 도널드 트럼프 대통령과 마이크 펜스 부통령이 참관했다.

### 크루 데모 2 착륙
열대성 기후와 태풍의 요인으로 나사의 전문가들은 착륙 지점을 플로리다, 버하마 제도 등 총 5가지로 폭 넓게 예견했다. 엔데버는 총 150Kg의 수화물을 싣고 귀환했으며 그중 90Kg은 동결상태의 과학 실험물이었다.
캡슐은 2020년 8월 1일 23시 35분경 (UTC)에 국제 우주 정거장에서 분리했으며, 8월 2일 17시 51분경 하단 수화물 트렁크와 분리하였다. 18시 11분에 재진입이 시작되었고 낙하산은 18시 45분에 모두 펼쳐졌다. 18시 46분 06초, 드래곤 2 캡슐은 성공적으로 플로리다 연안 해상에 착지했다. 그러나 캡슐 주변에서 사산화 이질소의 농도가 지나치게 높게 측정되면서 30분의 대기 과정이 필요했다. 또한 일반인 선박이 이 대기과정 도중 드래곤 캡슐에 접근하는 일이 발생하여 당시 논란을 불러 일으키기도 하였다. 그렇게 30분간의 대기과정이 끝난 후, 스페이스X는 캡슐을 그들의 회수 선박에 안착시킨 뒤에서야 해치를 열어 밥 벤켄과 더그 헐리를 구출했다.

### 크루-1 발사
2020년 11월 15일, 오전 09시 27분 17초 (한국 표준시)에 케네디 우주센터 발사구역 39A에서 발사가 예정되어 있다. 스페이스X가 NASA와 체결한 CCP(Nasa Commercial Crew Program, 미 항공 우주국 상업 승무원 프로그램) 계약에 의거한 첫 실제 유인 우주 임무이다. 우주선에는 미 항공 우주국 소속의 우주인 2명, 일본 항공 우주국 (JAXA) 소속의 우주인과 유럽 항공 우주국 (ESA) 소속의 우주인 각각 한명을 포함한 4명이 탑승한다. 크루-1 임무에 사용되는 발사체는 팰컨 9 로켓의 최종형인 팰컨9 블록5 (일련번호:B1061)이며, 우주선은 크루 드래곤 (일련번호:C207)을 채용했다.

## 드래곤 2 목록
| 이미지 | 이미지 | 식별 번호 | 명칭         | 상태      | 비행 | 비행 시간        | 비고 | 카테고리 |
| ------ | ------ | --------- | ------------ | --------- | ---- | ---------------- | --- | -------- |
|        |        | C200      | 드래곤플라이 | Retired   | 1    | 1분              | 맥그리거 테스트 센터에서 호버 테스트를 진행, 또한 케이프 케네버럴에서 발사 중단 시스템을 테스트함.                                         |          |
|        |        | C201      |              | Destroyed | 1    | 6일 5시간 56분   | 우주에서 비행한 첫 드래곤 2호. 크루 드래곤 데모 1에서 사용되었으며 추후 테스트 도중 파괴됨.                                                |          |
|        |        | C202      |              | 비공개    | 0    | 비행 목적이 아님 | 구조적 안정성 테스트를 위해 제작됨, 상태 비공개                                                                                            |          |
|        |        | C203      |              | 비공개    | 0    | 비행 목적이 아님 | 제작 목적과 현재 상태 비공개. |          |
|        |        | C204      |              | 비공개    | 0    | 비행 목적이 아님 | 제작 목적과 현재 상태 비공개. |          |
|        |        | C205      |              | Active    | 1    | 8분              | 크루 드래곤 발사 중단 테스트를 위해 제작됨, 추후 재사용 여부 결정중.                                                                       |          |
|        |        | C206      | 엔데버       | Active    | 1    | 63일 23시간 25분 | 승무원이 탑승한 최초의 드래곤이며 크루 드래곤 데모 2에서 처음 비행했다. 크루-2 미션에서 재사용 예정.엔데버 우주왕복선을 기리며 작명되었다. |          |
|        |        | C207      | 리실리언스   | Active    | 0    | 예정됨           | 스페이스 X 크루-1 미션을 진행할 예정인 첫 양산형 드래곤 2호. '회복'을 뜻하는 단어 'Resilience'에서 이름을 가져왔다.                        |          |
|        |        | C208      | 미정         | 제작중    | 0    | 예정됨           | 발사 일정은 공개되지 않았으며, 양산 모델이다.                                                                                              |          |

| 테스트 목적 우주 비행 목적 |

## 같이 보기
- 드래곤 (우주선)
- ATV (우주선)